# Sankt Lorenzen im Mürztal
Sankt Lorenzen im Mürztal est une commune autrichienne du district de Bruck-Mürzzuschlag en Styrie.